# English Chamber Orchestra
La English Chamber Orchestra (ECO) è un'orchestra da camera con sede a Londra e si esibisce nella Cadogan Hall e nella Wigmore Hall.

## Storia
Nacque come Goldsbrough Orchestra, fondata nel 1948 da Lawrence Leonard e Arnold Goldsbrough. Tra i cofondatori anche il pianista Peter Wallfisch, che sposò la violoncellista Anita Lasker-Wallfisch. L'orchestra prese la denominazione attuale nel 1960, quando estese il suo repertorio alla musica barocca per la prima volta. Il suo repertorio rimase legato alle opere per piccola orchestra con un organico simile a quelle esistenti ai tempi di Wolfgang Amadeus Mozart.
Di lì a breve l'orchestra venne associata all'Festival di Aldeburgh di Snape, eseguendo la prima delle opere di Benjamin Britten Death in Venice, Sogno di una notte di mezza estate, Owen Wingrave, Curlew River e molti altri dei suoi lavori. Britten diresse l'orchestra in diverse occasioni realizzando anche delle registrazioni.
In questo periodo l'orchestra non aveva un direttore principale ma veniva diretta da un gruppo di direttori che si succedettero alla sua guida: Raymond Leppard, Colin Davis e Daniel Barenboim. Nel 1985 Jeffrey Tate venne designato primo direttore principale dell'Orchestra.
Nel 2000, Ralf Gothóni è stato nominato secondo direttore principale. Nel Giugno 2009, la English Chamber Orchestra ha nominato Paul Watkins come nuovo direttore musicale, dalla stagione 2009-2010, per un contratto iniziale di tre anni.
Dal 2004 al 2014 il direttore principale è stato Roy Goodman. Dal 2016, il ruolo della direzione artistica va al violista Lawrence Power.

## Collaborazioni
L'orchestra si è esibita con il gruppo corale sudafricano Ladysmith Black Mambazo nell'album del gruppo  No Boundaries nel gennaio 2005. Benjamin Britten ha diretto l'orchestra nell'esecuzione della Passione secondo Giovanni  di Bach con Peter Pears nella parte di tenore solista.

## Discografia parziale
- John Barry (compositore), The Beyondness of Things - English Chamber Orchestra, 1998 Decca
- John Barry, Eternal Echoes - English Chamber Orchestra, 2001 Decca
- Bach, Passione Giovanni - Britten/Pears/Howell/Harper, 1972 Decca
- Bach: Cantatas Nos. 80 & 140 - Aldo Baldin/Elly Ameling/English Chamber Orchestra/Linda Finnie/London Voices/Raymond Leppard/Samuel Ramey, 1981 Philips
- Britten, Conc. pf./Conc. vl. - Richter/Lubotsky/Britten/ECO, London
- Britten, Morte a Venezia - Bedford/Pears/Bowman/Bowen, 1974 London
- Britten, Rape of Lucretia/Phaedra - Britten/Bedford/Baker, 1977 London
- Britten: Albert Herring - English Chamber Orchestra/Joseph Ward/Sir Peter Pears, 1964 Decca
- Canteloube Villa-Lobos, Chants d'Auv./Bachianas n. 5 - Te Kanawa/Tate/ECO, 1995 Decca
- Cimarosa: Il matrimonio segreto - Daniel Barenboim/English Chamber Orchestra/Arleen Auger/Dietrich Fischer-Dieskau, 1977 Deutsche Grammophon
- Donizetti, Elisir d'amore - Bonynge/Pavarotti/Sutherland, 1970 Decca
- Donizetti: L'elisir d'amore - English Chamber Orchestra/Marcello Viotti/Mariella Devia/Roberto Alagna/Tallis Chamber Choir, 1993 Erato
- Haendel, Semele - Nelson/Battle/Ramey/Horne, 1990 Deutsche Grammophon
- Handel: Ariodante - Dame Janet Baker/English Chamber Orchestra/James Bowman/London Voices/Norma Burrowes/Raymond Leppard, 1979 Philips
- Handel: Messiah - Dame Joan Sutherland/Huguette Tourangeau/English Chamber Orchestra/Richard Bonynge, 1970 Decca
- Handel: Messiah, HWV56 - The Ambrosian Singers/Dame Janet Baker/English Chamber Orchestra/Robert Tear/Sir Charles Mackerras, 1967 EMI/Warner
- Handel: Judas Maccabaeus - English Chamber Orchestra/Felicity Palmer/John Shirley-Quirk/Sir Charles Mackerras, 1977 Deutsche Grammophon
- Handel: Saul - English Chamber Orchestra/Sir Charles Mackerras/Dame Margaret Price, 1973 Deutsche Grammophon
- Haydn: Cello Concertos - Yo-Yo Ma/English Chamber Orchestra, 1981 Sony
- Fauré: Requiem - English Chamber Orchestra/King's College Choir, Cambridge/Stephen Cleobury/Arleen Auger, 1998 EMI/Warner
- Minkus, Bayadère - Bonynge/ECO, 1992 Decca
- Mozart, Conc. pf. n. 12, 21/Quint. pf. e fiati K. 452 - Radu Lupu/Uri Segal/English Chamber Orchestra, 1974 Decca
- Mozart, Conc. pf. n. 5, 6, 8, 9, 11-27 - Mitsuko Uchida/Jeffrey Tate/English Chamber Orchestra, 1985/1990 Philips
- Mozart, Conc. pf. n. 1-6, 8, 9, 11-27 - Daniel Barenboim/English Chamber Orchestra, 1967-1974 EMI/Warner
- Mozart: Conc. pf. n. 1-27 - Murray Perahia/English Chamber Orchestra, 1977-1984 EMI/Warner
- Mozart: Sinf. n. 1-41 - Jeffrey Tate/English Chamber Orchestra, 1984-1990 EMI/Warner
- Purcell, Dido and Aeneas - Lewis/Baker/Clark/Herincx, 1961 Decca
- Purcell, Dido and Aeneas - Leppard/Allen/Norman/Kern, 1985 Decca
- Rodrigo: Concierto de Aranjuez - Villa-Lobos: Concerto for Guitar and Small Orchestra - Daniel Barenboim/English Chamber Orchestra/John Williams, 1974 CBS/SONY BMG
- Rossini: Il Signor Bruschino - English Chamber Orchestra/Ion Marin/Samuel Ramey/Jennifer Larmore/Kathleen Battle/Michele Pertusi/Claudio Desderi, 1993 Deutsche Grammophon
- Rossini: La cambiale di matrimonio - Bruno de Simone/Alessandra Rossi/Bruno Praticò/English Chamber Orchestra/Francesco Facini/Marcello Viotti/Maurizio Comencini/Valerio Baiano, 1991 Claves
- Rossini: La Scala di Seta - Fulvio Massa/Alessandro Corbelli/English Chamber Orchestra/Francesca Provvisionato/Natale De Carolis/Ramón Vargas/Teresa Ringholz, 1992 Claves
- Rossini: L'Inganno Felice - Amelia Felle/Danilo Serraiocco/English Chamber Orchestra/Fabio Previato/Iorio Zennaro/Maciej Rakowski/Marcello Viotti/Natale de Carolis/Ursula Duetschler, 1992 Claves
- Rossini: L'occasione fa il ladro - English Chamber Orchestra/Marcello Viotti/Maria Bayo/Natale de Carolis/Iorio Zennaro, 1992 Claves
- Schubert, Rosamunda - Abbado/ECO/Otter, 1987 Deutsche Grammophon
- Tavener, The John Tavener Collection - Layton/ECO/Temple Choir, 2003 Decca
- Vivaldi, Concerti per fagotto (Integrale) - Smith/Ledger/ECO/Zagreb Soloists, Decca
- Baker, Gluck: Opera Arias - Dame Janet Baker/English Chamber Orchestra/Raymond Leppard, 1976 Philips
- Berganza, Solo Cantatas  - Teresa Berganza/English Chamber Orchestra/Marcello Viotti, 1990 Claves
- Carreras, Granada - Benzi/ECO, 1978/1980 Decca
- Carreras, You Belong To My Heart - English Chamber Orchestra/Enrique García Asensio/José Carreras, 1984 Philips
- Carreras, O Sole Mio - English Chamber Orchestra/José Carreras/Edoardo Muller, 1981 Philips
- Jose Carreras In Concert - English Chamber Orchestra/José Carreras/Robert Stapelton, 1990 Legacy
- Díaz, Justino Díaz sings Mozart Arias - English Chamber Orchestra/Ettore Stratta/Justino Diaz, 1997 Phoenix
- Domingo, An Evening With Placido Domingo (Live At Wembley, 1987) - Plácido Domingo/English Chamber Orchestra/Eugene Kohn, Classic Pictures Holdings
- Haefliger, Mozart: Opera & Concert Arias - Ernst Haefliger/English Chamber Orchestra/Jörg Ewald Dähler, 1984 Claves
- Hendricks, Berlioz & Britten - Barbara Hendricks/English Chamber Orchestra/Sir Colin Davis (direttore d'orchestra), 1994 EMI/Warner
- Hendricks, Mozart: Concert and Operatic Arias - Barbara Hendricks/English Chamber Orchestra/Jeffrey Tate/Jose Luis Garcia/Leslie Pearson/Robert MacLeod, 2007 EMI
- Fleming, Arie - Tate/ECO, Decca
- Jo, Carnaval! French Coloratura Arias - English Chamber Orchestra/Richard Bonynge/Sumi Jo, 1994 Decca
- Branford Marsalis, Romances for Saxophone - Branford Marsalis/English Chamber Orchestra, 1986 CBS/SONY BMG
- Wynton Marsalis, The London Concert - Wynton Marsalis/English Chamber Orchestra/Raymond Leppard/Anthony Newman, 2004 CBS/SONY BMG
- Wynton Marsalis, In Gabriel's Garden - Wynton Marsalis/Anthony Newman/English Chamber Orchestra, 1996 SONY BMG
- Souzay, Handel, Rameau & Lully - Gérard Souzay/English Chamber Orchestra/Raymond Leppard, Decca
- Te Kanawa, Ave Maria - Rose/ECO, 1984 Philips
- Vargas, Rossini Donizetti - English Chamber Orchestra/Marcello Viotti/Ramón Vargas, 2000 Claves
- Kramer contro Kramer, English Chamber Orchestra/Raymond Leppard, 1979 CBS/Sony
- L'agente segreto (film 1996), Philip Glass/English Chamber Orchestra, 1996 Orange Mountain